# Mahilpur
Mahilpur es una ciudad de la India en el distrito de Hoshiarpur, estado de Punyab.

## Geografía
Se encuentra a una altitud de 294 m s. n. m. a 142 km de la capital estatal, Chandigarh, en la zona horaria UTC +5:30.

## Demografía
Según estimación 2010 contaba con una población de 11 375 habitantes.